# Ctenognathus
Pour le genre de conodontes Ctenognathus Pander, 1856, voir Ctenognathodus Fay, 1959.
Genre
Ctenognathus est un genre de coléoptères de la famille des Carabidae, de la sous-famille des Platyninae, de la tribu des Platynini et de la sous-tribu des Platynina.

## Systématique
Le genre Ctenognathus a été créé en 1843 par l'entomologiste français Léon Fairmaire (1820–1906),.

## Liste d'espèces
Selon BioLib (26 juillet 2022) :
- Ctenognathus actochares Broun, 1894
- Ctenognathus adamsi (Broun, 1886)
- Ctenognathus arnaudensis (Broun, 1921)
- Ctenognathus bidens (Chaudoir, 1878)
- Ctenognathus cardiophorus (Chaudoir, 1878)
- Ctenognathus cheesemani (Broun, 1880)
- Ctenognathus colensonis (White, 1846)
- Ctenognathus crenatus (Chaudoir, 1878)
- Ctenognathus davidsoni Larochelle & Larivière, 2021
- Ctenognathus deformipes (Broun, 1880)
- Ctenognathus earlyi Larochelle & Larivière, 2021
- Ctenognathus edwardsii (Bates, 1874)
- Ctenognathus elevatus (White, 1846)
- Ctenognathus garnerae Larochelle & Larivière, 2021
- Ctenognathus helmsi (Sharp, 1881)
- Ctenognathus hoarei Larochelle & Larivière, 2021
- Ctenognathus integratus (Broun, 1908)
- Ctenognathus intermedius (Broun, 1908)
- Ctenognathus kaikoura Larochelle & Larivière, 2021
- Ctenognathus littorellus Broun, 1908
- Ctenognathus lucifugus (Broun, 1886)
- Ctenognathus macrocoelis (Broun, 1908)
- Ctenognathus marieclaudiae Larochelle, 2021
- Ctenognathus montivagus (Broun, 1880)
- Ctenognathus munroi Broun, 1893
- Ctenognathus neozelandicus (Chaudoir, 1878)
- Ctenognathus novaezelandiae (Fairmaire, 1843)
- Ctenognathus oreobius (Broun, 1886)
- Ctenognathus otagoensis (Bates, 1878)
- Ctenognathus parabilis (Broun, 1880)
- Ctenognathus perrugithorax (Broun, 1880)
- Ctenognathus perumalae Larochelle & Larivière, 2021
- Ctenognathus pictonensis Sharp, 1886
- Ctenognathus politulus (Broun, 1880)
- Ctenognathus punctulatus (Broun, 1877)
- Ctenognathus sandageri (Broun, 1882)
- Ctenognathus simmondsi Broun, 1912
- Ctenognathus suborbithorax (Broun, 1880)
- Ctenognathus sulcitarsis (Broun, 1880)
- Ctenognathus takahe Larochelle & Larivière, 2021
- Ctenognathus tawanui Larochelle & Larivière, 2021
- Ctenognathus tepaki Larochelle & Larivière, 2021
- Ctenognathus urewera Larochelle & Larivière, 2021
- Ctenognathus xanthomelus (Broun, 1908)

## Étymologie
Le nom générique, Ctenognathus, dérive du grec ancien κτενίον, ktenion, « peigne » et γνάθος, gnathos, « mâchoire », en référence à leurs mâchoires pectinées.

## Publication originale
- Léon Fairmaire, « Description de trois nouvelles espèces de Coléoptères de l'Océanie », Annales de la Société entomologique de France, Paris, SEF et Taylor & Francis, vol. 1,‎ 18 janvier 1843, p. 11-15 (ISSN 0037-9271 et 2168-6351, OCLC 1765810, lire en ligne).